# Район Тойохіра

43°03′ пн. ш. 141°21′ сх. д. / 43.050° пн. ш. 141.350° сх. д.
Райо́н Тойохі́ра (яп. 豊平区, とよひらく, МФА: [tojoçiɾa ku̥], «Багатопольний район») — район міста Саппоро префектури Хоккайдо в Японії. Станом на 1 жовтня 2008 року площа району становила 46,35 км². Станом на 31 березня 2017 населення району становило 220 007 осіб.